# Marinescu-Sjögren-Syndrom
Das Marinescu-Sjögren-Syndrom ist eine seltene angeborene Erkrankung mit einer Kombination von kleinhirnbedingter (spinozerebellärer) Ataxie, geistiger Behinderung, Dysarthrie, Katarakt und Minderwuchs.
Synonyme sind: Marinescu-Sjögren-Garland-Syndrom; Marinescu-Garland-Syndrom
Das Syndrom ist nicht zu verwechseln mit dem Marinesu-Sjögren-Syndrom II als veraltete Bezeichnung für Trichothiodystrophie.
Die Bezeichnung bezieht sich auf die Autoren der Erstbeschreibung von 1931  durch den rumänischen Neurologen Gheorghe Marinescu (1863–1938) sowie 1935  durch den schwedischen Neurologen Karl Gustaf Torsten Sjögren (1896–1974).

## Verbreitung
Die Häufigkeit wird mit unter 1–9 zu 1.000.000 angegeben, die Vererbung erfolgt autosomal-rezessiv.

## Ursache
Der Erkrankung liegen Mutationen im  SIL1-Gen auf Chromosom 5 am Genort q31.2  zugrunde.

## Klinische Erscheinungen
Klinische Kriterien sind:
- im frühen Kindesalter auftretender Katarakt bds, Nystagmus, Epikanthus, vertikale Blickparese, Ptosis
- zunehmende Rumpfataxie, Dysarthrie, vermehrter Speichelfluss
- verzögerte psychomotorische Entwicklung, geistige Retardierung
- Minderwuchs mit verzögerter Skelettreifung

Der Verlauf ist langsam progredient bis zum Verlust der Gehfähigkeit.

## Diagnose
Die Diagnose ergibt sich klinisch. Eine augenärztliche Untersuchung kann die Katarakt, eine Kernspintomographie die Kleinhirnatrophie, insbesondere des Kleinhirnwurmes dokumentieren und das Ausmaß feststellen.

## Differentialdiagnose
Abzugrenzen ist u. a. das Gillespie-Syndrom oder das CCFDN-Syndrom.

## Therapie
Eine ursächliche Behandlung steht nicht zur Verfügung, Symptome können  jedoch behandelt werden, häufig ist eine operative Entfernung der Katarakt erforderlich.